# Westbrook (Australia)
Westbrook – miasto w Australii, w stanie Queensland.